# Геджешть (Васлуй)
Геджешть, Геджешті (рум. Găgești) — село у повіті Васлуй в Румунії. Входить до складу комуни Геджешть.
Село розташоване на відстані 256 км на північний схід від Бухареста, 38 км на південний схід від Васлуя, 96 км на південь від Ясс, 100 км на північ від Галаца.

## Населення
За даними перепису населення 2002 року у селі проживали 509 осіб, усі — румуни. Усі жителі села рідною мовою назвали румунську.